# Злобин, Вениамин Михайлович
Вениами́н Миха́йлович Зло́бин (1 (13) октября 1898, Тула — 18 июля 1952, Москва) — советский военачальник, генерал-лейтенант (1940).

## Биография
Русский, из семьи священнослужителей. Отец — протоиерей Тульской православной епархии Михаил Александрович Злобин (16 июля 1851 — после 1918), мать — Ольга Николаевна Злобина (1856 — после 1916). В семье было 6 сыновей и 6 дочерей; Вениамин Михайлович был младшим сыном. Он единственный из сыновей отверг духовную карьеру и избрал поприще военного.
В 1912 г. окончил по 1-му разряду Тульское духовное училище с переводом без экзаменов в Тульскую духовную семинарию. К лету 1916 г. окончил по 1-му разряду 4 класса Тульской духовной семинарии (из 6-и), после чего прекратил обучение по духовному ведомству. Таким образом В. М. Злобин получил образование, аналогичное гимназическому, что давало право на поступление в светские учебные заведения Российской империи.
Летом 1916 г. переехал в уездный г. Нежин Черниговской губернии, где поступил в местный историко-филологический институт (в своё время его окончил великий русский писатель Н. В. Гоголь). Вскоре, 10(23).10.1916 призван в армию и направлен для обучения в г. Киев в 5-ю школу прапорщиков. 14(27).03.1917 произведён в прапорщики и направлен в 76-й запасной стрелковый полк, дислоцированный в г. Туле. Позднее участвовал в боевых действиях Первой мировой войны. Согласно некоторым источникам, произведён в подпоручики.
После демобилизации проживал в Епифановском уезде Тульской губернии.
15.05.1918 через Епифановский РВК вступил в Красную Армию, в этом же году стал членом РКП(б). Участник Гражданской войны. Последовательно занимал должности командира роты, помощника начальника штаба полка, помощника начальника штаба дивизии. Служил в 1-й Конной армии, с августа 1921 г. — начальник штаба 11-й Гомельской кавалерийской дивизии (в августе 1924 г. преобразована в 8-ю кавалерийскую дивизию). После окончания советско-польской войны служил в Гомеле, затем с 1922 года — на Туркестанском фронте.
С декабря 1924 г. В. М. Злобин находился в резерве ГУ РККА. С января 1925 г. по март 1929 г. В. М. Злобин проходил службу на должности начальника штаба 4-й отдельной кавалерийской бригады, которая в сентябре 1928 г. была передислоцирована в Ленинградский военный округ. Параллельно со службой, в 1925 г. Вениамин Михайлович окончил курсы усовершенствования высшего командного состава (КУВКС РККА) при Военной Академии РККА.
С марта 1929 г. В. М. Злобин проходил службу в качестве начальника штаба 3-го кавалерийского корпуса имени Белорусской ССР (командир корпуса — С. К. Тимошенко). В 1929 г. он окончил курсы усовершенствования КУВНАС при Военной академии РККА им. М. В. Фрунзе.
С сентября 1934 стал старшим руководителем кафедры конницы. С 1937 года — слушатель Академии Генерального штаба РККА, где учился на ставшем позднее знаменитым «маршальском курсе» (на нём учились 4 будущих Маршалов Советского Союза, 6 генералов армии, 8 генерал-полковников, 1 адмирал). Не окончив академии, был досрочно назначен преподавателем кафедры тактики Военной академии РККА им. М. В. Фрунзе.
В ноябре 1938 назначен начальником 1 отдела штаба Киевского военного округа, которым командовал С. К. Тимошенко. Приказом № 0780 от 17.02.1939, ему было присвоено воинское звание «комбриг». Участвовал в походе на Западную Украину в должности начальника 1 отдела штаба Украинского фронта. В январе 1940 года, после назначения С. К. Тимошенко командующим Северо-Западным фронтом, действующим против Финляндии, В. М. Злобин был назначен начальником оперативного отдела штаба Северо-Западного фронта.
С июня 1940 — адъютант наркома обороны СССР С. К. Тимошенко; 4 июня 1940 присвоено звание «генерал-лейтенант». С ноября 1940 — старший генерал-адъютант наркома обороны СССР; входил в состав советской делегации под руководством председателя Совнаркома и наркома иностранных дел СССР В. М. Молотова, совершившей визит в Берлин в ноябре 1940 года.
14 января 1941 года назначен начальником штаба СКВО, с развёртыванием на его основе 19-й армии; в июне 1941 года — начальник штаба 19-й армии. Вскоре после начала войны с Германией, когда из Генерального штаба были направлены в войска Г. К. Маландин, Н. Ф. Ватутин и другие военачальники, в июне 1941 года назначен начальником Оперативного управления Генерального штаба РККА, с 30 июня по 1 августа 1941 — заместитель начальника Генштаба. В связи со снятием С. К. Тимошенко с поста наркома обороны, В. М. Злобин 1 августа 1941 года смёнен на посту начальника Оперативного управления и заместителя начальника Генштаба А. М. Василевским.
В своих воспоминаниях «Дело всей моей жизни», в главе «В Генеральном штабе», маршал А. М. Василевский так писал об этом времени:
«В июньские и июльские дни 1941 года мне, как первому заместителю начальника Оперативного управления, приходилось не раз за сутки бывать у нового начальника Оперативного управления В. М. Злобина. Я его хорошо знал по учёбе в академии генерального штаба и по совместной поездке в Германию в 1940 г. Это был очень способный, подготовленный, опытный и трудолюбивый, судя по прежней и последующей работе, командир, отличный штабник и хороший товарищ, пользовавшийся авторитетом в коллективе наркомата. Но когда я докладывал ему сведения, полученные с фронта, и проекты предложений по ним от себя и работников управления, меня каждый раз поражало его спокойствие, казавшееся равнодушием ко всему происходящему. Правда, он внимательно выслушивал, обсуждал доклад, соглашался с ним, делал иногда довольно дельные замечания, но почти всегда кончал одним и тем же:
— Ну, хорошо, а что же дальше? Что я буду делать с этими нашими предложениями, если меня никто слушать не хочет, если всё решается без нас, наверху? Мы, по существу, превратились в простых технических передатчиков не только принимаемых, но и уже оформленных там решений.
Убеждён, что активное использование В. М. Злобина, а через него и всего коллектива Оперативного управления, равно как и коллективов других управлений Генштаба, принесло бы значительную пользу, и, может быть, избавило бы Верховное Главнокомандование от некоторых просчётов и ошибок в первые месяцы войны».
В августе 1941 г. В. М. Злобин переведен на должность заместителя командующего войсками Сибирского военного округа.
С 5 октября 1942 по 14 марта 1943 — начальник штаба Северо-Западного фронта, командующий фронтом — С. К. Тимошенко.
С 1943 по 1946 год В. М. Злобин был начальником кафедры оперативного искусства при Высшей Военной Академии им. К. Е. Ворошилова. В 1944 г., на основе опыта войны, им был переработан курс наступательных операций армии. Результатом явился труд объёмом 45 печатных листов, изданный в семи выпусках под редакцией В. М. Злобина. Эти книги, по указанию маршала А. М. Василевского, рассылались в штабы фронтов, военных округов и армий, а также в военные академии. Помимо этого, в 1944-45 гг. В. М. Злобиным были написаны другие работы по фронтовым наступательным операциям (например, учебник «Фронтовая наступательная операция») и боевому применению родов войск в армейских и фронтовых операциях. Эти работы внесли заметный вклад в теорию военного искусства. В 1945 г. В. М. Злобину присвоено учёное звание доцента.
В 1946 г. В. М. Злобин перешёл на работу в журнал «Военная мысль», где занимал должность заместителя главного редактора.
Неоднократно (12 раз) был принят И. В. Сталиным: первый раз — 15.5.1935, последний — 5.4.1952.
Жена — Лариса Ивановна Злобина, урождённая Иогансон (1897 — 02.12.1954). В браке был ребёнок, умерший в младенческом возрасте, а также двое приёмных детей:
- Борис (17.12.1908 — 15.04.1995);
- Галина (род. 28.06.1936) — проживает в Москве.

Вениамин Михайлович Злобин умер в Москве 18.07.1952 после продолжительной болезни. Похоронен в Москве на Введенском кладбище (участок № 2).

## Награды
- Два ордена Ленина (21.03.1940, 21.02.1945)
- Четыре ордена Красного Знамени (13.02.1930[14], 03.11.1944, 21.02.1945, 23.04.1945)
- медаль «XX лет РККА» (1938)
- медаль «За победу над Германией в Великой Отечественной войне 1941-1945 гг.» (1945)
- медаль «За победу над Японией» (1945)